# Can't Let You Go
Can't Let You Go is een nummer van de Amerikaanse rapper Fabolous uit 2003, in samenwerking met de R&B-artiesten Mike Shorey en Lil' Mo. Het is de tweede single van Fabolous' tweede studioalbum Sweet Dreams.
Het nummer werd een hit in Amerika, op de Britse eilanden en in het Nederlandse taalgebied. In de Amerikaanse Billboard Hot 100 bereikte het de 4e positie. In de Nederlandse Top 40 werd de 9e positie gehaald, terwijl het in de Vlaamse Ultratop 50 een bescheiden 37e positie bereikte.